# Pierre de Fermat
Pierre de Fermat (født 17. august 1601 / 1607/08, død 12. januar 1665) var en fransk jurist og amatørmatematiker. Hans far, Dominique Fermat, var en velhavende læderhandler og konsul i Beaumont-de-Lomagne. Pierre de Fermat studerede jura i Toulouse, Bordeaux og Orléans. 
Matematikken dyrkede han som hobby. Han havde den for både samtidens og senere tiders matematikere meget irriterende vane ofte at fremsætte sine påstande uden at ulejlige sig med at udgive beviserne. Men efterfølgende har man ført formelle beviser for Fermats arbejder der således har vist sig korrekte. Euler er blandt dem som har bygget videre på Fermats arv.
Der er således meget få skriftlige kilder fra Fermats egen hånd. Det er slående at den største kilde han efterlod var de notater han skrev i marginen på de skrifter han læste. Således også med den berømte formodning Fermats sidste sætning hvortil han anførte at han havde opdaget et bemærkelsesværdigt bevis som han dog ikke havde plads til at skrive! Man har senere tvivlet stærkt på om Fermat rent faktisk havde dette bevis, for det blev først gennemført over 300 år senere ved en gedigen kraftanstrengelse, nemlig af Andrew Wiles i 1994.
Fermats bidrag dækker i høj grad talteori, en disciplin hvor han nærmest opfattes som fader og hvor han havde et ganske unikt talent. Han er også kommet med vigtige bidrag indenfor analytisk geometri, differentialregning og sandsynlighedsregning.